# Cyclocosmia latusicosta
Cyclocosmia latusicosta är en spindelart som beskrevs av Zhu, Zhang och Zhang 2006. Cyclocosmia latusicosta ingår i släktet Cyclocosmia och familjen Ctenizidae. Inga underarter finns listade i Catalogue of Life.